# 塞伊马·奥诺里奥
塞伊马·奥诺里奥（英語：Teima Onorio，1963年—），女，基里巴斯政治人物，曾任基里巴斯副总统。

## 家庭
父亲罗塔·奥诺里奥，曾任基里巴斯代理总统。